# Szőke Abigél
Szőke Abigél (Wachtendonk, 1998. augusztus 5. –) magyar színésznő.

## Életpályája
1998-ban született Németországban. Édesapja orvos, édesanyja egészségfejlesztő, három nővére van. A solymári Fészek Waldorf Általános Iskola, Gimnázium és Alapfokú Művészeti Iskolában tanult. Érettségi után a Pesti Magyar Színiakadémián képezte magát tovább. 2020-tól a Színház- és Filmművészeti Egyetem színművész szakos hallgatója volt (Hegedűs D. Géza és Vidnyánszky Attila osztályában), amit az egyetemfoglalás után elhagyott.

## Filmes és televíziós szerepei
- A martfűi rém (2016)
- X - A rendszerből törölve (2018) ...Balog Marcella
- Akik maradtak (2019) ...Wiener Klára[9]
- Így vagy tökéletes (2021) ...Fiatal lány a kórházban
- A besúgó (2022) ...Kiss Judit[10]
- Nyugati nyaralás (2022) ...Maurer Katica
- Ki mint veti ágyát (2023) ... Noémi
- Tündérkert – Kísértések kora (2023) ...Báthory Anna
- A brutalista (2024) ...Nővér
- A könyv a mi fegyverünk (2026) ... Noémi